# Love Songs アイドルがクラスメ〜ト
『Love Songs アイドルがクラスメ〜ト』（ラブソングス アイドルがクラスメート）は、2001年4月26日にディースリー・パブリッシャーが発売したPlayStation 2用の恋愛シミュレーションゲーム。ゲーム内容は全く違いはないパッケージ違いの3バージョンを出したことで話題となった。キャラクターデザイン・原画はきみづか葵。
2003年8月14日には、SIMPLE2000シリーズ Ultimateとして廉価版が発売された。この際には、同シリーズで発売された『ラブ★スマッシュ!』、『ラブ★マージャン!』、『ラブ★アッパー!』に合わせる形で『ラブ★ソングス♪アイドルがクラスメ〜ト』というタイトル表記となっている。

## 概要
芸能コースがあるため、芸能人が多く在学する「私立明光学園」に入学したばかりのごく普通の高校生が主人公。学園祭や修学旅行だけでなくCDグランプリなど、芸能界に関するイベントも多く展開される。
ヒロインたちは人気アイドルのため学校内外では彼女たちを巡って様々な障害が発生する。彼女たちのファンやマネージャー、両親などが現われるので特に人目につきやすいシーンは要注意となる。
メインヒロインとなるトップアイドル瀬戸綾乃をはじめとして、ゲーム中のヒロイン全てが芸能人であるということが本作の特徴である。ヒロインによって活動の場は多種多様。それぞれの個性を活かして芸能界で活躍している。

## ゲームシステム
主人公は明光学園で3年間の高校生活を過ごす。卒業後にヒロインから告白される、または自分から告白して恋愛関係になるのが目標である。
システムについては90年代後半にギャルゲーブームを起こした『ときめきメモリアル』の影響を強く受けており、それぞれの平日・休日ごとに「勉強」「運動」などのコマンドを選択し、主人公の能力値を高めてゆく。
所持金の概念があり、「アルバイト」のコマンドでお金を貯めることができる。所持金はデパートでプレゼントや能力上限上昇アイテム、及びヒロイン達のグッズを買うことに使われるほか、デートに行く際にもデート場所に応じて消費される。

### ETS
「Emotional Talk System」（エモーショナルトークシステム）の略称。
デート中にヒロインと会話する際には返答を選択することになるのだが、選択肢が文章として表示されているのではなく、コントローラーの○と×と△の各ボタンが「○＝肯定、承諾」「×＝否定、拒否」「△＝曖昧、はぐらかし」に対応しており、自分に合った返答のボタンを押して選択する。これによって「自分の意図した返答が選択肢にない」といった事態を避け、ストレスなく会話を進められるという目的で設定されている。
なお、『ドリームクラブ』では、「酩酊状態の会話」という設定で本システムがほぼそのままの形で再登場している。同作では、互いに酩酊した状態を「ETSモード」と呼んでいる。

## 登場キャラクター
特に表記がないキャラは主人公と同級生。

### ヒロイン
瀬戸綾乃（せと あやの）
声 - 小松里賀
誕生日：7月6日　血液型：A型、身長：158cm、3サイズ：82/58/84
本作のメインヒロインで主人公のクラスメイト。仕事と勉強を両立する優等生。現在売り出し中のアイドル。真面目さを絵に書いたような性格ゆえに、それを演じている自分に気づいてコンプレックスを持つことも。
観月唯香（みづき ゆか）
声 - 浅井清己
誕生日：2月6日　血液型：B型、身長：163cm、3サイズ：82/58/85
主人公と同じクラスで綾乃に強いライバル意識を持っている。デビューしたばかりの新人アイドルで、若い子を中心に人気が高い。強気で活発なボーイッシュな彼女はかなり負けず嫌いな性格。スポーツやダンスが得意。
橘涼子（たちばな りょうこ）
声 - 岩崎陽子
誕生日：5月20日　血液型：AB型、身長：175cm、3サイズ：80/56/82
ファッション雑誌で人気のモデル。175cmの長身で女生徒からの人気は高い。高飛車故に男性には辛くあたりがち。手芸や料理が得意。
桜井美奈子（さくらい みなこ）
声 - 安田美和
誕生日：4月5日　血液型：A型、身長：162cm、3サイズ：85/59/86
アナウンサー志望の少女。神楽ありすとは中学時代から先輩後輩の間柄。主人公の良きメンターとなり親友のように仲がいいが友達以上に見られない。
神楽ありす（かぐら ありす）
声 - 城雅子
誕生日：9月11日　血液型：O型、身長：152cm、3サイズ：77/55/79
声優界のトップアイドルで、本名は「鈴木恭子」。主人公の1年後輩。子供っぽい容姿。アニメや戦隊ヒーローが大好きで、TVを欠かさずチェックする。
双葉理保（ふたば りほ）
声 - 後藤邑子
誕生日：12月20日　血液型：B型、身長：160cm、3サイズ：95/59/85
95cmの巨乳グラビアアイドル。主人公の幼馴染。芸能人である自覚がいまいち欠けているらしい。
最初から登場しているのは綾乃と彼女だけである。また、のちにさまざまな作品に登場する彼女は本作がデビュー作である。
桃園果菜（ももぞの かな）
声 - 今井智子
誕生日：8月15日　血液型：O型、身長：156cm、3サイズ：80/58/83
恥ずかしがりやで、ややオドオドした感じのバラエティーアイドル。大きなポニーテールで眼鏡をかけた少女。中学2年の時に父親を亡くし、家計を支える母親に協力するために、どんな仕事も引き受けようとするマルチタレント。
天城未優（あまぎ みゆ）
声 - 佐々木瑶子
誕生日：6月28日　血液型：AB型、身長：161cm、3サイズ：83/58/83
大物俳優・天城龍造の娘で自身も女優。普段は無口でミステリアスな雰囲気がある。カメラの前で生き生きと役を演じる天才女優。映画やドラマの撮影は拘束時間が長く、学校に来れる事が少ない。主人公の1年後輩。

### サブキャラクター
品田浩二（しなだ こうじ）
声 - 吉水孝宏
友人の男子生徒。関西弁を話す調子のいい性格のキャラクター。
芸能界全般に詳しく、主人公にヒロインからの評価を教えてくれる。
岡村幸男（おかむら ゆきお）
声 - 田中大文
友人の男子生徒。眼鏡をかけた慇懃な口調のアイドルオタク。
主人公にヒロインの性格や趣味を教えてくれる。
宝条瞬（ほうじょう しゅん）
声 - 松林大樹
主人公の同級生であるとともに、芸能プロダクションの社長を父親に持つ人気俳優。
容姿端麗で、女子生徒からの人気も高い。

## 派生したソフト

### SIMPLE1500シリーズvol.88 THE ギャル麻雀
2002年3月28日に発売された麻雀ゲーム。開発はヒューネックス。
『Love Songs』のヒロイン8人と麻雀をして好感度や所持金を稼ぎ、写真・ポスター・ＣＤといったヒロイン達のグッズを集めることが目的。集めたグッズはギャラリーで観賞可能。
内容については『THE ギャル麻雀』の項目も参照。
なお、2010年7月28日からゲームアーカイブスで配信されている。

### SIMPLE2000シリーズvol.26 THE ピンボール×3
2003年2月24日に発売されたピンボールゲーム。開発はヒューネックス。
3台遊べるピンボール台のうちの1台がこのゲームをモチーフとしており、本作のヒロインが歌を歌うなどの演出がある。

### SIMPLE2000シリーズvol.63 もぎたて水着！女まみれのTHE水泳大会
2004年9月30日に発売されたスポーツゲーム。開発はタムソフト。
アイドル水泳大会をモチーフにしており、『Love Songs』のヒロイン8人を含む10人の女性キャラクターのうち1人を操作して、他のキャラクターとミニゲームで対決する。